# Constantin Stanciu
Constantin Stanciu (Bucarest, 13 d'abril de 1911 - ?) fou un futbolista romanès de la dècada de 1930.
Fou jugador de Venus Bucureşti, Fulgerul Chişinău i Juventus Bucureşti. Fou internacional amb Romania i disputà el Mundial de 1930.